# Kepler-138b
Kepler-138b är en exoplanet som kretsar runt en röd dvärg 200 ljusår från jorden. I samma system finns åtminstone två andra planeter. Det är den första exoplaneten som är mindre än jorden vars storlek och täthet är känd.